# Юниорская сборная Чехии по хоккею с шайбой
Юниорская сборная Чехии по хоккею с шайбой (чеш. Česká hokejová reprezentace do 18 let) — национальная юниорская команда Чехии, представляющий страну на международных соревнованиях по хоккею с шайбой. Занимается командой Ассоциация хоккея Чехии, команда постоянно участвует в чемпионате мира по хоккею с шайбой среди юниорских команд.

## Достижения
- Мемориал Ивана Глинки (1 раз) — 2016.

## Результаты

### Чемпионат Европы до 18/19 лет
| - 1993 — 3 месяца - 1994 — 3 месяца - 1995 — 5 месяцев - 1996 — 5 месяцев - 1997 — 5 месяцев - 1998 — 4 месяцев |

### Чемпионаты мира по хоккею с шайбой среди юниорских команд
- 1999 — 5 место
- 2000 — 6 место
- 2001 — 4 место
- 2002 —  3 место
- 2003 — 6 место
- 2004 —  3 место
- 2005 — 4 место
- 2006 —  3 место
- 2007 — 9 место
- 2008 — 1 место Дивизион І Группа А
- 2009 — 6 место
- 2010 — 6 место
- 2011 — 8 место
- 2012 — 8 место
- 2013 — 7 место
- 2014 —  2 место
- 2015 — 6 место
- 2016 — 7 место
- 2017 — 7 место
- 2018 — 4 место
- 2019 — 6 место
- 2025 — 7 место